# Laurel und Hardy: Die Geheimagenten
Die Geheimagenten, auch Dick und Doof als Geheimagenten beim FBI sowie Wir gehen zaubern, Dick und Doof in geheimer Mission, Fauler Zauber (Originaltitel: A-Haunting We Will Go), ist ein amerikanischer Spielfilm und eine Vertauschungskomödie von 20th Century Fox aus dem Jahre 1942 mit dem Komikerduo Laurel und Hardy und mit groteskem Schluss.

## Handlung
Oliver und Stanley haben als frisch aus dem Arrest entlassene Vagabunden die Auflage erhalten, sich aus der Stadt zu entfernen. Auf der Suche nach einer Mitfahrgelegenheit geraten sie durch ein Inserat an eine fünfköpfige Gaunerbande, die die beiden als Kuriere für einen vermeintlichen Leichentransport anwirbt. Im Sarg befindet sich jedoch Darby Mason, ein flüchtiger Komplize, durch den ein Erbe erschlichen werden soll. Auf dem Bahnsteig wird der Sarg versehentlich mit der identischen Requisitenkiste des mit demselben Zug reisenden Illusionskünstlers Dante vertauscht. 
Während der Fahrt dreht ein Trickbetrügerduo den beiden Protagonisten ein Spielzeug an, das nach Eingabe einer niedrigen Banknote eine Note mit dem zehnfachen Nennwert ausgibt, den „Inflator“. Die beiden nehmen es für bare Münze und erwerben es zusammen mit einer Ein-Dollar-Note gegen ihre letzten 50 Dollar. Nach einem üppigen Mahl im Speisewagen produzieren sie so zwecks Bezahlung eine Zehn-Dollar-Note. Doch der Schein trügt und das Zugpersonal behandelt sie als Zechpreller. Nachdem sich jedoch Dante für sie verbürgt hat, kommen sie ihm näher und sie steigen bei ihm als Assistenten ein. Die Schurken erwarten indessen in ihrem Unterschlupf den Sarg mit ihrem Komplizen, finden im gelieferten Sarg jedoch nur Dantes Utensilien vor. 
Im Theater werden die beiden Helden für ihren Auftritt präpariert und als Orientalen verkleidet. Dort tauchen dann auch die Gauner auf und verlangen unter Drohungen ihren vertauschten Sarg von ihren Kurieren zurück. Unterdessen beginnt Dante vor großem Publikum seine Schau. Zunächst lässt er eine Jungfrau verschwinden. Als dann Stan und Olli auf der Flucht vor ihren Häschern unversehens auf der Bühne erscheinen, muss er improvisieren. Indessen geben die Gauner ihren Kumpan auf und entschließen sich zur Flucht, die jedoch durch einen anwesenden Polizisten erschwert wird. Im Zuge des fortschreitenden Programms wird nun der zuvor oben in der Arenakuppel aufgehängte Sarg heruntergelassen und geöffnet, worauf zum Erstaunen Dantes die Leiche des Ganoven Doc Lake zum Vorschein kommt. Es stellt sich heraus, dass er ermordet wurde. Der Polizist übernimmt die Ermittlungen und verdächtigt unter anderem Dante. Die inzwischen eingetroffene Polizei nimmt die Ganoven fest, während der ebenfalls anwesende Anwalt Kilgore die Erbschaft als fingiert enttarnt. Sein Mandant Mason, derjenige der Ganoven, der am Anfang im Sarg gewesen war, stellt sich als der Mörder heraus. Die groteske Schlussszene zeigt den zur Belustigung Ollis aus einem Ei tretenden Stan in Zwergengröße.
Weitere Nebenhandlungsstränge sind mehrere surreale Bühneneffekte, so hält sich Stan an mehreren Orten gleichzeitig auf und Ollie begegnet sich selbst. Bei einem „indischen Seiltrick“ droht der hochkletternde Stan jeweils tatsächlich deshalb abzustürzen, weil der Flöte spielende Ollie mehrmals sein Spiel unterbricht.
In einem durch Handlungsfragmente unterbrochenen Permanentwitz fallen mehrere Personen nacheinander durch ein Loch im Boden in einen Löwenkäfig und suchen Schutz vor dem Raubtier.

## Hintergrund
Der dänischstämmige Unterhaltungskünstler Harry August Jansen (1883–1955) alias Dante der Zauberer (Dante the Magician) spielt sich hier selbst. Jansen galt zu seinen Lebzeiten als einer der bekanntesten Zauberkünstler der USA.
Der englische Originaltitel A-Haunting We Will Go ist eine Verballhornung des englischen Liedes A-Hunting We Will Go („Wir gehen Jagen“; „Auf zur Jagd“ – „Spuken“, „Heimsuchen“ statt „Jagen“).

## Kritiken
„Amüsante Komödie ohne die Geschlossenheit anderer Laurel-&-Hardy-Filme“

„Diesmal reichlich zerdehnter, dünner und darum nur leidlich unterhaltender Humor aus den ‚mad movies‘ mit den beiden populären amerikanischen Komiker-Stars.“

## Deutsche Fassungen
- Der Film erschien erstmals 1951 in einer deutsch synchronisierten Fassung unter den Titeln Dick und Doof in geheimer Mission sowie Dick und Doof als Zauberer. Die Synchronisation wurde bei der Elite-Film erstellt, das Dialogbuch schrieben Albert Baumeister und Wolfgang Schick. Albert Baumeister übernahm auch die Regie. Walter Bluhm sprach Stan und Arno Paulsen synchronisierte Ollie.[3]
- Unter dem Titel Dick und Doof als Geheimagenten beim FBI entstand bei der Internationale Film-Union eine zweite Fassung. Horst H. Roth schrieb das Buch und führte auch Regie. Walter Bluhm und Arno Paulsen waren erneut als Stan und Ollie zu hören.[3]
- Für die ZDF-Reihe Lachen Sie mit Stan und Ollie entstand 1979 eine dritte Fassung bei der Beta-Technik mit dem Titel Fauler Zauber. Buch und Dialogregie lagen in den Händen von Wolfgang Schick. Walter Bluhm sprach wieder Stan und Michael Habeck übernahm Ollie. Diese Fassung ist die einzige verfügbare und diente auch als Grundlage für die DVD-Veröffentlichung.[3]